# Ajuste fino
Na física teórica, o ajuste fino é o processo no qual os parâmetros de um modelo,  devem ser ajustados com muita precisão, para se ajustar a certas necessidades  observadas. Isso levou à descoberta de que as constantes e quantidades fundamentais, caem em uma faixa tão extraordinariamente precisa que, do contrário, a origem, a existência, a sobrevivência  e/ou a evolução dos agentes conscientes no universo não seriam permitidas.
Teorias que requerem ajuste fino são consideradas problemáticas na ausência de um mecanismo conhecido para explicar, por quê os parâmetros têm precisamente os valores observados que eles retornam. A regra heurística de que os parâmetros em uma teoria física fundamental não devem ser ajustados,  é chamada de naturalidade.

## Contexto
A ideia de que a naturalidade explicará o ajuste fino foi questionada por Nima Arkani-Hamed, um físico teórico, em sua palestra "Por que existe um universo macroscópico?", Uma palestra da minissérie "Multiverso e ajuste fino" do Projeto "Philosophy of Cosmology", uma colaboração da Universidade de Oxford e Cambridge 2013. Nele, ele descreve que acredita , fugindo aos parâmetros, que  a naturalidade geralmente oferece uma solução para os problemas da física; e que geralmente acontecia antes do esperado. No entanto, ao abordar o problema da constante cosmológica, a naturalidade falhou em fornecer uma explicação, embora se esperasse que tivesse feito isso há muito tempo.
A necessidade de um ajuste fino leva a vários problemas que não mostram que as teorias estão incorretas, no sentido de falsificar observações, mas sugerem que está faltando um pedaço da história. Por exemplo, o problema da constante cosmológica (por que a constante cosmológica é tão pequena?); o problema da hierarquia; e o forte problema de CP, entre outros.
Além disso, a equipe de Dongshan He sugeriu uma possível solução para a constante cosmológica ajustada pela criação do universo a partir do modelo nada.

## Exemplo
Um exemplo de problema de ajuste fino considerado pela comunidade científica como tendo uma solução "natural" plausível é o problema da planura cosmológica, que é resolvido se a teoria inflacionária estiver correta: a inflação força o universo a se tornar muito plano, respondendo à pergunta de por que o universo é hoje considerado plano em um grau tão elevado. Diversas discussões cosmológicas surgiram em torno do ajuste fino nas eternas disputas entre naturalistas e sobrenaturalistas

## Aplicações tecnológicas
O ajuste fino possui milhares de aplicações tecnológicas; algumas  ligadas a inteligência artificial e aprendizado de máquina ( "machine learning")  no sentido de classificar padrões e treinar sistemas a encontrar melhores algoritmos que determinem com maior precisão resultados mais bem ajustados a um  problema a ser resolvido, a Sequência de Fibonacci que aparece em diversos padrões na natureza, é usada para construção de sistemas de diagnóstico de câncer diferenciando células saudáveis e doentes reprogramação de sistemas de magnetização com aplicações em micro-ondas, ajuste fino de lasers, sistemas opticos e muitos outros.

## Medição
Embora o ajuste fino fosse tradicionalmente medido por medidas de ajuste fino ad hoc, como a medida Barbieri-Giudice-Ellis, na última década muitos cientistas reconheceram que os argumentos do ajuste fino eram uma aplicação específica das estatísticas bayesianas.

## Ajuste fino e entropia genética
Observações de ajuste fino em sistemas biológicos são contrastadas com medição de desordem das mesmas causadas sobretudo por mutações, maioria delétérias, como preconiza a teoria da entropia genética, assim resume a publicação cientifica de Steinar Thorvaldsen: 
"O ajuste fino tem recebido muita atenção na física e afirma que as constantes fundamentais da física são perfeitamente ajustadas a valores precisos para uma rica química e permissão de vida. Ainda não foi aplicado de maneira ampla à biologia molecular. No entanto, neste artigo, argumentamos que os sistemas biológicos apresentam ajuste fino em diferentes níveis, por exemplo, proteínas funcionais, máquinas bioquímicas complexas em células vivas e redes celulares. Este artigo descreve o ajuste fino molecular, como pode ser usado em biologia e como desafia o pensamento darwiniano convencional. Também discutimos os métodos estatísticos que sustentam o ajuste fino e apresentamos uma estrutura para essa análise".